# Abel Seyler

Abel Seyler

Abel Seyler (Liestal, 23 de agosto de 1730 – Rellingen, 25 de abril de 1800) fue banquero, actor, director de teatro y masón suizo.
Fue primero un banquero, y más tarde se convirtió en uno de los grandes directores de teatro de Europa en el siglo XVIII. Él era "el patrón principal de teatro alemán" en su vida, y se le atribuye la introducción de Shakespeare a una audiencia de lengua alemana y promover el concepto de un teatro nacional en la tradición de Ludvig Holberg, dramaturgos Sturm und Drang y ópera alemana. En 1769 fundó la Compañía de Teatro Seyler, que se convirtió en una de las más famosas compañías de teatro europeos durante el período 1769-1779 y considera "la mejor compañía de teatro en Alemania en este momento.